# Ectinorus claviger
Ectinorus claviger är en loppart som först beskrevs av Rothschild 1914.  Ectinorus claviger ingår i släktet Ectinorus och familjen Rhopalopsyllidae. Inga underarter finns listade i Catalogue of Life.